# Увайсов, Башир Давдиевич
Увайсов Башир Давдиевич (17 сентября 1946 - 10 апреля 2014) — дагестанский художник-монументалист.

## Биография
Родился в селе Вачи Кулинского района. 
С юных лет Башир осваивал азбуку рисования. В 1961 году приехал в Махачкалу, поступил на работу в комбинат художественных изделий.   Учился живописи у народного художника Дагестана Магомеда Юнусилау.
Проходил службу в рядах Советской Армии в Днепропетровске в Украинской ССР. На стене одного из зданий войсковой части он нарисовал несмываемыми красками советского солдата, защищающего мир на Земле, на фоне Солнца сквозь чёрные тучи — недругов СССР. Его работа была положительно оценена партийными руководителями Днепропетровска, которые предлагали Баширу остаться жить на Украине. Но он вернулся в родной Дагестан.
Башир Увайсов был не только дизайнер, художник, скульптор, но и поклонник музыки (русской народной, классической — Моцарт, Верди, Пуччини). Любовь к музыке подвигла его выполнить в мае 1967 года работу «Скрипач» (Паганини).
Первая из его монументальных работы — полуторатонная чеканная композиция «Журавли», которая установлена в августе 1979 года на фасаде здания на перекрёстке проспекта Р. Гамзатова и улицы Ярагского в центре Махачкалы. Это первая в Дагестане работа, посвящённая песне «Журавли» Расула Гамзатова.
Башир сам чеканил металл, сам пробивал стену отбойным молотком для крепления, сам устанавливал эту замечательную композицию, беря на себя ответственность за результат. Своеобразный памятник нашёл своё место, хотя художественный совет в то время по непонятным причинам не одобрял эту работу.
С 1984 по 1989 гг. жил в Мурманской области, на границе с Норвегией. В городе Никель жена работала врачом, а Башир занимался — чеканкой. В городе Никель на фасаде здания Дома культуры «Восход» он установил композицию «Музы» размером 8х24 метра!
Все замечательные фонари от путепровода на проспекте Р. Гамзатова до площади им. Ленина в Махачкале — работа Башира.
Также, ему принадлежат: фонтан «Элегия», фонари у Кумыкского театра им. Салаватова и более двух десятков других работ художественной ковки, которую Башир первым стал развивать в республике с 90-х годов.
На стадионе клуба «Анжи» установлен отчеканенный им огромный щит – символ футбольной команды «Анжи».
Вплоть до 2013 года художник занимался оформительской деятельностью, художественной ковкой (малой и монументальной), живописью масло, акварель).
В 2013 и 2014 годах были открыты персональные выставки автора.
Башир Увайсов умер после тяжёлой болезни в апреле 2014.

## Картины
- «Демон»
- портрет Тарият Капиевой
- «Скрипач» (из цветных кусочков рога)